# Edsel Citation
Der Edsel Citation war ein PKW der oberen Mittelklasse, den die Ford Motor Company in Dearborn (Michigan) nur im Modelljahr 1958 unter dem Markennamen Edsel herstellte. Wie der Corsair entstand der Citation auf der längeren Edsel-Plattform, die sich diese Modelle mit den Fahrzeugen von Mercury teilten.
Citation war einer von zwei Edsel-Modellnamen, die später von anderen Automobilherstellern genutzt wurden; der andere war Pacer.
Der Citation war das luxuriöseste Fahrzeug in der Edsel-Modellpalette. Neben der luxuriösen Innenausstattung hatten die Wagen etliche Edelstahlteile und goldfarbene Aluminiumeinsätze an den hinteren Kotflügeln. Diese Einsätze konnten in Wagenfarbe, in der Farbe des Daches oder in einer dritten Farbe lackiert sein.
Der Citation hatte einen Radstand von 3150 mm und einen V8-Motor mit 6719 cm³ Hubraum, der 345 bhp (257 kW) leistete. Die Edsel-Teletouch-Automatik mit Wahltasten in der Lenkradnabe gehörte zur Grundausstattung.
Obwohl die Vorstellung des Wagens im Herbst 1957 mit viel Werbeaufwand betrieben wurde, enttäuschten die Verkaufszahlen und waren eine Katastrophe für die Strategie, dem Konkurrenten GM in jeder Klasse eine Modellreihe entgegenzusetzen. Insgesamt wurden in den USA und Kanada 9.299 Citation ausgeliefert, 930 Cabriolets, 5.588 4-türige Hardtop-Modelle (5.112 aus den USA, 476 aus Kanada) und 2.781 2-türige Hardtop-Coupés (2.535 aus den USA und 246 aus Kanada). Die Verkaufspreise lagen zwischen 3.500 US-$ und 3.766 US-$.
Im Modelljahr 1959 ließ man die Modelle Citation und Pacer auslaufen; auch verschwand das erst im Herbst 1958 eingeführte Teletouch-Automatikgetriebe, das viel Ärger machte.
Das Citation-Cabriolet gehört heute zu den gesuchtesten Modellen der Marke.